# Mycalesis sebonga
Mycalesis sebonga är en fjärilsart som beskrevs av Robert Christopher Tytler 1926. Mycalesis sebonga ingår i släktet Mycalesis och familjen praktfjärilar. Inga underarter finns listade i Catalogue of Life.